# Clara Podda
Clara Podda (Cagliari, 19 luglio 1951) è un'ex tennistavolista italiana.

## Biografia
Ai campionati europei, tra il 1999 e il 2007, ha vinto una medaglia d'oro (Slovenia, 2007), una d'argento e due di bronzo nel singolare e un oro e un argento nel torneo a squadre.
Ha vinto una medaglia di bronzo ai mondiali del 2006 in Svizzera. Alle Paralimpiadi di Pechino 2008, le quarte a cui ha preso parte, ha vinto due medaglie, una d'argento e nel torneo a squadre e una di bronzo nel singolare.

## Politica
Alle elezioni europee del 2009 è stata candidata nelle liste dell'Unione di Centro.